# Амартя Сен
Амартя Кумар Сен (на английски: Amartya Kumar Sen; на бенгалски अमर्त्‍य कुमार सेन) е индийски икономист, известен с работата си върху глада, теорията за човешкото развитие, икономиката на благосъстоянието и скритите механизми на бедността. През 1998 г. той получава Наградата за икономически науки на Шведската банка в памет на Алфред Нобел за приноса си към математическата икономика.

## Биография
Роден е през 1933 г. в Сантиникетан, Индия. Родителите му са от Дхака, където той прекарва детството си, но след отделянето на Пакистан през 1947 семейството му се премества в Индия. Продължава образованието си в Сантиникетан, Калкута и Делхи, след което се премества Тринити Колидж в Кеймбриджкия университет, където защитава докторат през 1959 г.
Сен преподава икономика в Калкута, Делхи, Оксфорд, Лондон и Харвард. От 1998 до 2004 г. е ръководител на Тринити Колидж в Кеймбридж.
От 2008 г. е икономически съветник към международната Комисия по основни показатели на икономическата дейност и социалния прогрес.
Семейство
- Първа жена – индийската писателка Набанита Дев Сен. В брака, завършил с развод през 1971 г., се раждат две дъщери, едната от които – Антара Дев Сен – е известна индийска журналистка.
- Втора жена – италианският икономист Ева Колорни (поч. 1985), племенница на Алберт Хиршман. В брака се раждат дъщеря и син.
- Трета жена (от 1991 г.) – известният икономист Ема Ротшилд.